# كيث جورمان
كيث جورمان (بالإنجليزية: Keith Gorman)‏ (13 أكتوبر 1966 في المملكة المتحدة - ) هو لاعب كرة قدم بريطاني في مركز جناح ‏. لعب مع إيبسويتش تاون وكولتشستر يونايتد وبراندون يونايتد ووست أوكلاند تاون ‏ ودارلينجتون إف سى.